# NGC 4486B
NGC 4486B is een elliptisch sterrenstelsel in het sterrenbeeld Maagd. Het hemelobject werd op 18 maart 1781 ontdekt door de Franse astronoom Charles Messier.

## Synoniemen
- MCG 2-32-101
- UGCA 283
- 1ZW 38
- VCC 1297
- PGC 41327